# 亚瑟·丁梅斯代尔
亚瑟·丁梅斯代尔（英語：Arthur Dimmesdale）是纳撒尼尔·霍桑1850年言情小说《红字》中的虚构角色。他是一位清教徒的牧师，与海斯特·白兰通奸生下了女儿珠儿，但认为自己无法揭示自己的罪行。
除了海斯特·白兰之外，丁梅斯代尔通常被认为是霍桑最出色的角色。他的困境占据了小说的相当一部分，引出了霍桑关于许多在他作品中反复出现的概念的最著名的陈述：罪恶与救赎、真理与虚伪等等。丁梅斯代尔面临的问题既简单又矛盾：他知道自己的罪行，无法向清教社会坦白，又渴望忏悔。他试图减轻这种处境带来的压力，通过对自己进行体力和精神上的惩罚，以及向教区居民坚称自己是一个卑鄙、毫无价值的人。然而，由于没有意识到他具体的罪行，他的信徒将他对自己毫无价值的抗议视为他圣洁的进一步证据（这一事实他自己非常清楚），因为在清教徒的观念中，意识到自己的罪孽无价值是人类可获得之美德的必要组成部分；因此，丁梅斯代尔被看作是清教徒典型冲突的例子（或者从历史角度看，霍桑认为如此）。

## 演员
饰演过丁梅斯代尔的演员有：
- 拉爾斯·漢森（英语：Lars Hanson）（1926（英语：The Scarlet Letter (1926 film)））
- 哈爾迪·奧爾布萊特（英语：Hardie Albright）（1934（英语：The Scarlet Letter (1934 film)））
- 約翰·赫德（1979（英语：The Scarlet Letter (miniseries)））
- 加里·奧德曼（1995）